# Prątek gruźlicy

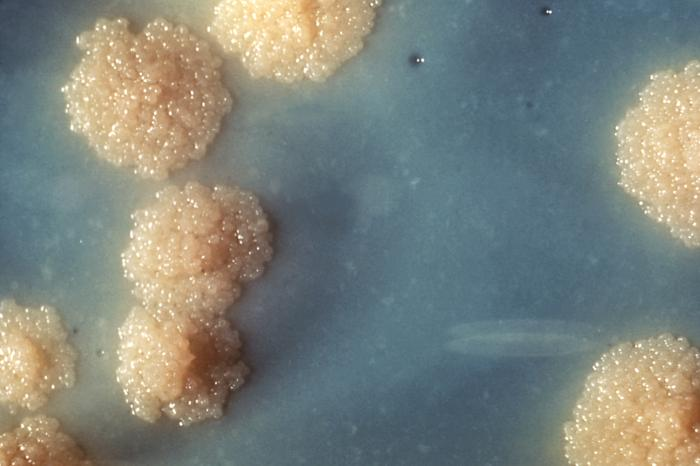
Charakterystyczny, szorstki wygląd kolonii przypominający kwiat kalafiora

Prątek gruźlicy (łac. Mycobacterium tuberculosis) – kwasooporna (barwienie metodą Ziehla-Neelsena), słabo Gram-dodatnia bakteria, która jest czynnikiem etiologicznym groźnej choroby zakaźnej – gruźlicy.
Należy do rodziny Mycobacteriaceae i wchodzi w skład grupy prątków gruźliczych.

Po raz pierwszy bakteria ta została wyodrębniona przez niemieckiego uczonego Roberta Kocha, który publicznie poinformował o tym odkryciu w trakcie krótkiego wykładu wygłoszonego 24 marca 1882 roku w Physiologische Gesellschaft w Berlinie.

## Budowa i fizjologia
Prątek gruźlicy to bakteria tlenowa (lub mikroaerofilna) o kształcie prostej lub lekko wygiętej pałeczki, nieruchoma, bezotoczkowa i nie tworzącą zarodników ani toksyn. Jej wymiary: 1-8 na 0,3-0,6 µm.
Inaczej niż u innych bakterii ściana komórkowa prątka gruźlicy zawiera znaczne ilości substancji lipidowych (ok. 60%) takich jak: kwasy mikolowe, lipoarabinomannan, woski, które warunkują jego kwasooporność. Z tego też powodu prątki są oporne na typowe barwienie (takie jak np. barwienie metodą Grama), jednak już po zabarwieniu metodą Ziehla-Neelsena nie poddają się jak inne niekwasooporne bakterie odbarwieniu za pomocą kwaśnego alkoholu (3% roztwór HCl w alkoholu etylowym).
Nukleoid prątka tworzy kolista cząsteczka DNA.
Prątki dzielą się wolno średnio co 15-20 godzin, co warunkuje długi czas potrzebny do uzyskania hodowli (4-6 tygodni). Rozwijają się wewnątrzkomórkowo, a w wyniku ich działania powstają charakterystyczne odczynowe zmiany ziarniniakowate nazywane gruzełkami (stąd nazwa gruźlica).
Są drobnoustrojami opornymi na wiele czynników środowiskowych takie jak: wysuszenie, podwyższona i niska temperatura, wysokie i niskie pH.
Wśród prątków wyróżnia się prątki gruźlicze, prątki atypowe oraz prątki środowiskowe. Prątki należące do grupy MAIC (Mycobacterium Avium Intracellulare Complex) wykazują naturalną lekooporność. Występują także liczne gatunki saprofityczne, takie jak Mycobacterium smegmatis, Mycobacterium vacce.

## Genom prątka gruźlicy
W 1998 roku ogłoszono zsekwencjonowanie genomu szczepu H37Rv Mycobacterium tuberculosis. Zawiera on 4 mln par zasad oraz 3959 genów. W genomie tym stwierdzono także obecność 6 pseudogenów.
Dla 40% z tych genów scharakteryzowano ich funkcję, dla 44% istnieją przypuszczenia co do ich funkcji. 250 genów związanych jest z metabolizmem kwasów tłuszczowych, 39 bezpośrednio związane z tworzeniem lipidowej budowy ściany komórkowej prątka. Tak znaczna ilość konserwatywnych genów świadczy o ewolucyjnym znaczeniu lipidowego składnika dla przetrwania tego drobnoustroju.
10% materiału genetycznego obejmowane jest przez 2 rodziny genów, w których zapisana jest informacja genetyczna kwasowych białek o dużej zawartości aminokwasu glicyny. W tych białkach znajduje się N-terminalny motyw, którego usunięcie upośledza wzrost M. tuberculosis w makrofagach i gruzełkach.

## Chorobotwórczość
Drogi zakażenia (najczęściej od osoby chorej, tj. prątkującej):
- układ oddechowy – zakażenie drogą kropelkową (najczęstsza),
- układ pokarmowy,
- skóra.

Po dostaniu się do płuc prątki są pochłaniane przez makrofagi pęcherzyków płucnych, lecz ze względu na specyficzną dla prątków kwasoopornych właściwość są one zdolne przeżywać w tych komórkach. Jakkolwiek czynniki zjadliwości nie są w pełni poznane, to wiadomo, że prątki te mogą egzystować wewnątrz fagosomów, nie dopuszczając do zlewania się ich z lizosomami, a tym samym, zapewniając sobie habitat.

## Diagnostyka
Według WHO gruźlicę można rozpoznać tylko wtedy kiedy dokonane zostanie potwierdzenie bakteriologiczne aczkolwiek w porównaniu z innymi bakteriami hodowla i diagnostyka prątka gruźlicy nastręcza pewne trudności.
Obecnie stosowane metody diagnostyczne:
- mikrobiologiczne:
  - mikroskopia,
  - hodowla;
- chromatograficzne (technika HPLC) – badają skład kwasów mikolowych, znajdujących się w ścianie komórkowej,
- serologiczne (technika ELISA) – badają przeciwciała przeciw antygenom prątka, np. Penthozyme Tb complex,
- genetyczne – sondy genetyczne, polimorfizm długości fragmentów restrykcyjnych DNA, polimerazowa reakcja łańcuchowa.

### Badanie mikroskopowe
W badaniu bakterioskopowym prątki można wykryć, o ile ich stężenie przekracza 10 000/ml. Z biomateriału sporządzane są co najmniej dwa preparaty, barwione metodą Ziehla-Neelsena, które muszą być badane przez co najmniej 10 minut. Badanie mikroskopowe nie pozwala odróżnić gatunków zjadliwych od saprofitycznych. Zaletą tego badania jest szybkość, swoistość, a słabością niezbyt duża czułość.

### Hodowla
Konwencjonalna metoda hodowli prątków trwa długo, co związane jest z ich bardzo długim cyklem komórkowym – podział komórek w sprzyjających warunkach trwa 15-20 godzin, w porównaniu z np. 25 minutami podziału komórek pałeczki okrężnicy. Kolonie są makroskopowo widoczne zazwyczaj po około dwóch tygodniach i przyjmują charakterystyczny szorstki wygląd przypominający kwiat kalafiora. Stosowanymi podłożami hodowlanymi są podłoże Löwensteina-Jensena, podłoże Middlebrooka i podłoże Sautona. Materiał na posiew brany jest najczęściej trzy razy, w jednodniowych odstępach czasowych.
Nowe przyśpieszone metody hodowli dają rezultaty o wiele szybciej, ale są droższe (często wymagają dodatkowego sprzętu).
W przypadku biomateriału "skażonego" innymi drobnoustrojami, przeprowadzana jest homogenizacja polegająca na wymieszaniu z kwasem siarkowym lub innymi kwasami. Prątki w większości przeżywają ten zabieg, natomiast organizmy niekwasooporne nie.
Zabieg homogenizacji nie jest przeprowadzany w przypadku jałowych materiałów – płynu mózgowo rdzeniowego oraz punktatów – ponieważ zmniejsza on także ilość prątków, a w konsekwencji powodzenie hodowli.